# Central Highlands Municipality
Koordinaten: 42° 33′ S, 146° 50′ O

Die Central Highlands sind ein lokales Verwaltungsgebiet (LGA) im australischen Bundesstaat Tasmanien. Das Gebiet ist 7.976 km² groß und hat etwa 2100 Einwohner (2016).
Die Central Highlands liegen im Zentrum der Insel etwa 60 Kilometer nordwestlich der Hauptstadt Hobart. Das Gebiet umfasst 31 Ortsteile und Ortschaften: Arthurs Lake, Bothwell, Bradys Lake, Brandurn, Bronte Park, Buders Gorge, Cramps Bay, Dee, Derwent Bridge, Ellendale, Fentonbury, Gretna, Hamilton, Hermitage, Hollow Tree, Interlaken, Lake St. Clair, Liawenee, Meadowbank, Miena, Osterley, Ouse, Pelharn, Reynolds Neck, Rintstone, Shannon, Tarraleah, Tods Corner, Victoria Valley, Wayatinah und Waddamana. Der Sitz des City Councils befindet sich in Hamilton im Südosten der LGA, wo etwa 200 Einwohner leben (2016).

## Verwaltung
Der Central Highlands Council hat neun Mitglieder. Der Mayor (Bürgermeister), sein Deputy (Stellvertreter) und sieben Councillor werden direkt von den Bewohnern der LGA gewählt. Central Highlands ist nicht in Bezirke untergliedert.